# Guerra Russo-Sueca de 1788–1790
A Guerra Russo-Sueca de 1788–1790, conhecida como a Guerra Russa de Gustavo III na Suécia, Guerra de Gustavo III na Finlândia e Guerra Sueca de Catarina II na Rússia, foi combatida entre a Suécia e o Império Russo entre Junho de 1788 e Agosto de 1790.
A guerra começou com Gustavo III tentando sedimentar seu poder doméstico. Após subir ao poder, através de um golpe de estado, em 1772, seu governo se tornou muito impopular. A vizinha e rival Rússia encorajava a oposição ao seu regime, o que o deixou muito irritado. Em 1788, com apoio tácito das potências da Europa ocidental e do Parlamento, a guerra foi declarada. Muitas batalhas foram travadas no mar, e em terra pouca vantagem foi conquistada. De fato, parecia que nenhum dos dois países tinham interesse em lutar neste conflito. Finalmente, após a decisiva batalha de Svensksund (travada em julho de 1790 e vencida pelos suecos), os dois lados decidiram encerrar as hostilidades e foi declarado um cessar-fogo, sem alterações territoriais ou mudanças políticas significativas. Talvez o impacto mais relevante foi ter firmado Gustavo III no poder.